# Christian d'Hoogh
Christian d'Hoogh (Etterbeek, 11 september 1933) is een Belgisch politicus en burgemeester voor de PS.

## Levensloop
Als doctor in de financiële en economische wetenschappen en licentiaat in de diplomatieke en politieke wetenschappen aan de ULB werd D'Hoogh hoogleraar aan de Université de Mons-Hainaut. Bovendien was hij van 1973 tot 1974 kabinetschef bij minister van Brusselse Zaken Guy Cudell.
Voor de PSB en vervolgens de PS werd hij eveneens gemeenteraadslid van Anderlecht, waar hij van 1970 tot 1984 schepen en van 1984 tot 2000 in opvolging van de ontslagnemende Henri Simonet burgemeester was.
Van 1989 tot 1990 zetelde hij tevens in het Brussels Hoofdstedelijk Parlement en was hij staatssecretaris in de Brusselse Hoofdstedelijke Regering.

## Bron
- Dit artikel of een eerdere versie ervan is een (gedeeltelijke) vertaling van het artikel Christian D'Hoogh op de Franstalige Wikipedia, dat onder de licentie Creative Commons Naamsvermelding/Gelijk delen valt. Zie de bewerkingsgeschiedenis aldaar.

- Bibliothèque nationale de France: cb11524016x (data)
- International Standard Name Identifier: 0000 0000 7972 5485
- Nederlandse Thesaurus van Auteursnamen: 070416850
- Système universitaire de documentation: 093457030
- Virtual International Authority File: 29527756
- WorldCat: E39PBJtmxPYmVPp3wdbJvhrXh3